# 徐寅峰
徐寅峰，管理学家，西安交通大学管理学院教授，主要从事调度优化与组合决策、共享经济等方面的研究工作。入选中华人民共和国教育部第八批"长江学者"特聘教授。